# Mario Perrachón
Mario Humberto Perrachón Gonnet  (Colonia, 2 de marzo de 1943) es un político uruguayo que pertenece al Movimiento de Participación Popular (MPP), Frente Amplio. Actualmente se desempeña como diputado. Durante la legislatura comprendida entre el 15 de febrero de 2010 y el 1 de marzo de 2015 representará el papel de Representante Nacional, por el departamento de Colonia.
Es integrante de la Comisión de Ganadería, Agricultura y Pesca de la Cámara de Diputados.

## Biografía
Mario Humberto Perrachón Gonnet es el menor de cuatro hermanos del matrimonio constituido por Humberto Enrique Perrachón y Cecilia Gonnet, ambos descendientes de inmigrantes piamonteses. Sus antepasados llegaron al Uruguay como parte de la emancipación que las minorías religiosas protestantes consiguieron hacia mediados del siglo XIX, luego de resistir por generaciones los embates de la mayoría católica. Fue la declaración de libertad de culto en la península la que les permitió a los “valdenses” abandonar las montañas para llegar a los puertos de donde pudieron escapar de la hambruna reinante en el sur de Europa junto a miles de italianos. 
Su infancia y parte de su adolescencia transcurrieron en Colonia hasta que los estudios terciarios lo mantuvieron alejado del terruño; tres años de práctica en técnicas rurales en un derrotero que incluyó los departamentos norteños de Salto, Paysandú y Cerro Largo. Sus estudios primarios los cursó en la Escuela Nº 1 de la ciudad de Colonia, mientras que completó cuatro años de enseñanza secundaria en el Liceo Departamental, y uno más en la Escuela Técnica de la misma localidad. Además realizó estudios terciarios en la Facultad de Agronomía de la Universidad de la República, en donde cursó la tecnicatura en Desarrollo Rural. 
Está casado con la maestra María del Carmen Agesta desde hace 44 años, tienen cuatro hijos y cinco nietos.
Tambero de profesión, comenzó a trabajar con el apoyo de su padre al que le arrendó una pequeña parcela de campo a la altura del paraje San Pedro (Colonia), a mediados de la década del 60, perdurando hasta el momento en la misma actividad, y en el mismo paraje rural donde vive junto a su familia.

## Trayectoria política y gremial
Desde muy joven ha estado relacionado con casi toda la gama de expresiones asociativas de su comunidad, desde el gremio estudiantil en la secundaria hasta el consejo editor del periódico de la Iglesia Valdense, desde la Comisión de Padres de la Escuela del Barrio hasta su inserción en 1971 dentro de las distintas cooperativas de producción agropecuaria presentes en su medio, de ellas destacamos Caprolet, la Asociación Nacional de Productores de Leche, Calprose, Casspe, o la Comisión Nacional de Fomento Rural. Esta vinculación en el mundo cooperativo sólo se vio alterada a lo largo de los años por su condición de preso político durante 1972- 73, período en el que fuera recluido en el cuartel de la ciudad de Colonia y en el Penal de Libertad.
Su militancia política la inició en 1969, año en que ingresó al Movimiento de Liberación Nacional-Tupamaros (MLN-T), razón por la cual fue encarcelado en 1972. La vuelta a la democracia lo encuentra reinserto en la actividad gremial agropecuaria, período que se extendería largamente; para reactivar su militancia dentro del Frente Amplio en el año 2001, cuando es elegido vicepresidente del comité de base Encarnación Benítez de la ciudad de Colonia, hecho que determinará el comienzo de un ciclo que lo llevará a ocupar distintos lugares de responsabilidad a la interna frenteamplista, entre los que se destacan: representante de la Departamental Colonia al Plenario Nacional (2002 a la fecha), delegado de la región Centro-Sur en la Mesa Política Nacional (2005 - 2006), miembro de la Mesa Política Departamental (desde 2002 a la fecha). A su vez ha integrado el Comité Ejecutivo y la Dirección, así como otros espacios de la estructura del Movimiento de Participación Popular (MPP) de su departamento. Además ocupa un lugar en la Dirección del Regional Interior del MPP (instancia de orden nacional de esta fuerza política).
En el área institucional ejerció la primera suplencia en el cargo de Representante Nacional por el departamento de Colonia durante el período 2005 - 2010 por el Frente Amplio. Integró la fórmula que disputó las elecciones departamentales del 2005 como suplente del candidato a la Intendencia por el FA Edgardo Pignataro. Por último, al tener lugar los comicios nacionales de octubre de 2009 resultó elegido Representante Nacional por el período 2010 -2015 por el Frente Amplio.